# Ада (община)
А́да (серб. Ада) — община в Сербии, входит в Северно-Банатский округ автономного края Воеводина. Община находится в историко-географической области Банат.
Население общины составляет 18 189 человек (2007 год), плотность населения составляет 80 чел./км². Занимаемая площадь — 227 км², из них 88,4 % используется в промышленных целях.
Административный центр общины — город Ада. Община Ада состоит из 5 населённых пунктов, средняя площадь населённого пункта — 45,4 км².

## Демография
| Год  | Население, чел. |
| ---- | --------------- |
| 1991 | 20 413          |
| 2001 | 19 038          |
| 2002 | 18 988          |
| 2003 | 18 878          |
| 2004 | 18 724          |
| 2005 | 18 558          |
| 2006 | 18 372          |
| 2007 | 18 189          |

Этнический состав населения общины
- Венгры — 14 558 (76,64 %);
- Сербы — 3324 (17,5 %);
- Цыгане — 277 (1,45 %);
- Югославы — 275 (1,44 %).

## Населённые пункты
- Ада
- Мол
- Оборняча
- Стерийино
- Утрине

## Социально значимые объекты
В общине есть 5 основных и одна средняя школа.

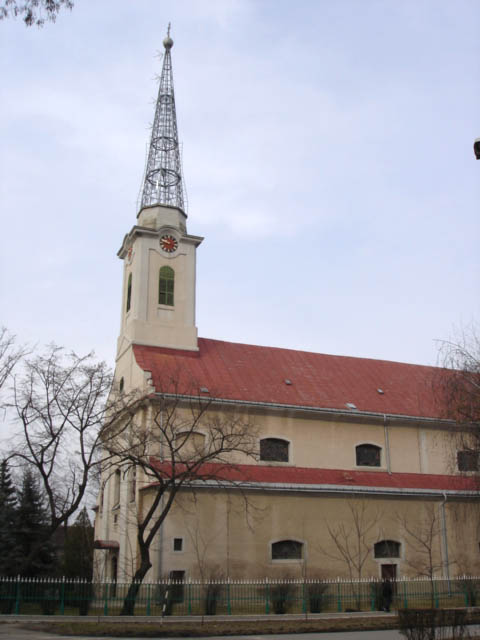
Католическая церковь в городе Ада